# Zenwalk
Zenwalk GNU/Linux (dříve MiniSlack) je minimalistická distribuce GNU/Linuxu založená na mnohem starším, zavedeném Slackware, je určen především pro desktopové použití, klade důraz na jednoduchost používání. Tvůrci Zenwalku dbají na to, aby v jejich distribuci nedocházelo k překrývání funkcí software – standardní verze Zenwalku obsahuje pro vykonávání určité činnosti jediný program.

## Správa balíčků
Zenwalk používá stejně jako Slackware a většina ostatních z něho odvozených distribucí systém tgz balíčků.
V Zenwalku se pro správu balíčků používá nástroj Netpkg, který rozšiřuje možnosti standardních pkgtools převzatých ze Slackware, lze ho ovládat z příkazové řádky, ale disponuje i intuitivním grafickým rozhraním. Netpkg dokáže příslušné balíčky nejen nainstalovat, ale i stáhnout z internetu, podobně jako známější Swaret nebo Slapt-get.
Zenwalk je částečně kompatibilní se Slackware, to znamená, že tgz balíčky vytvořené pro Slackware jdou povětšinou bezproblémově nainstalovat i v Zenwalku, což samozřejmě platí i opačně.

## Edice
Zenwalk existuje ve čtyřech verzích, které se liší svým určením.

### Standard Edition
Standardní verze Zenwalku určená pro použití na desktopu a notebooku.

### Live Edition
Live Edition je Live CD verze Zenwalk Linuxu. Umožňuje vyzkoušet si Zenwalk bez nutnosti instalace na pevný disk počítače.

### Server Edition
Serverová verze Zenwalku.

### Core Edition
Zenwalk Core Edition je Zenwalk bez X window systému a grafických aplikací. Je určen pro uživatele s omezeným místem na disku, nebo jako výchozí bod pro instalaci desktopové stanice, nebo serveru. Core Edition umožňuje nainstalovat pouze ten software, který uživatel požaduje.

## Historie
Zenwalk GNU/Linux vychází z nejstarší dosud vyvíjené linuxové distribuce Slackware. První verze Zenwalku (0.1) vyšla 21. května 2004 pod názvem MiniSlack. Do verze 1.1 se Zenwalk nazýval Minislack, od verze 1.2 vydané 12. srpna 2005 nese současné jméno.
Klíčový rozdíl mezi Zenwalkem a jeho „mateřskou“ distribucí Slackwarem byl v použitém Linuxovém jádře. Zenwalk již delší dobu používá jako výchozí jádro řady 2.6, kdežto ve Slackware se jádro této řady objevilo poprvé až ve verzi 11, avšak pouze jako volitelné (jako výchozí až ve verzi 12). Jako výchozí desktopové prostředí je použito Xfce (v repozitářích se samozřejmě vyskytuje také KDE a Gnome), namísto KDE, které je hlavním prostředím ve Slackware.

## Distribuce postavené na Zenwalku
- SaxenOS, distribuce určená primárně pro starší počítače
- Arudius, Live CD distribuce
- Zencafe, distribuce pro internetové kavárny